# (33923) Juliewarren
2000 LH25 (asteroide 33923) é um asteroide da cintura principal. Possui uma excentricidade de 0.19158150 e uma inclinação de 3.23580º.
Este asteroide foi descoberto no dia 7 de junho de 2000 por LINEAR em Socorro.